# Hans-Heinz Hartmann
Hans-Heinz Hartmann (* 2. Mai 1931 in Bad Rappenau; † 2. Februar 2020 ebenda) war ein deutscher Zahnarzt, Archäologe und Autor aus Bad Rappenau im Landkreis Heilbronn. Er wurde 1987 mit dem Württembergischen Archäologiepreis und 1996 und 2009 mit Ehrenmedaillen seiner Heimatstadt Bad Rappenau ausgezeichnet.

## Leben
Er studierte Zahnmedizin und ließ sich 1957 als Zahnarzt in Bad Rappenau nieder. Da er sich bereits früh auch für geschichtliche und archäologische Themen interessiert hatte, war er ab 1963 ehrenamtlicher Mitarbeiter der archäologischen Denkmalpflege und arbeitete als solcher anfangs eng mit Dr. Robert Koch vom Heilbronner Historischen Museum zusammen. Er begleitete den Bau der Bundesautobahn 6 auf dem Teilstück zwischen Bad Rappenau und Untereisesheim, wobei er eine Vielzahl neuer Fundstellen vermelden konnte. Im Lauf der Zeit wurde er insbesondere zum Experten für die Römerzeit, u. a. bei der Bestimmung von Terra sigillata aus Böckingen, Bad Wimpfen, Aalen und Welzheim sowie bei der Ausgrabung eines Horreums in Bad Rappenau. Bereits 1987 wurde er mit dem Württembergischen Archäologiepreis auszeichnet. Bei der Einrichtung des Museums Bad Rappenau im Fränkischen Hof in Bad Rappenau 1989 gestaltete er die römische Abteilung maßgeblich mit. Nachdem er 1999 in den beruflichen Ruhestand getreten war, widmete er sich vollzeitig der Archäologie. Er übernahm 2000 die Leitung der mehrjährigen Ausgrabung des von ihm selbst entdeckten römischen Gutshofs bei Babstadt. Anschließend war er an zahlreichen weiteren Ausgrabungen u. a. in Neckarsulm, Erlenbach-Binswangen, Cleebronn, Güglingen und Obereisesheim beteiligt. In Eigenregie führte er eine winterliche Rettungsgrabung an einem merowingerzeitlichen Friedhof in Oedheim mit Bestimmung und Abzeichnung von Funden aus über 100 Gräbern durch. Er war außerdem an der Ausgrabung des Apollo-Grannus-Heiligtums in Neuenstadt am Kocher beteiligt und konnte durch Sondierungen in Bad Wimpfen Hinweise auf eine frühere Entstehungszeit der Pfalz Wimpfen finden.
Denselben Fleiß, mit dem sich Hartmann bei Ausgrabungen hervortat, zeigte er auch bei der Dokumentation und Publikation von Funden, die er insbesondere in den Wintermonaten erledigte. Von 1989 bis 2020 verfasste er fast 100 Beiträge zu unterschiedlichen geschichtlichen Themen für das örtliche historische Jahrbuch, den Rappenauer Heimatboten. Er bildete zudem gemeinsam mit der damaligen Rappenauer Stadtarchivarin Marianne Klubitschko das Redaktionsteam für die Herausgabe zweier Bildbände mit historischen Fotos aus Rappenau und schrieb darüber hinaus auch Beiträge für die Schriftenreihen des Heimatvereins Kraichgau.
Für sein heimatgeschichtliches Engagement wurde Hartmann 1996 mit der Silbernen und 2009 mit der Goldenen Ehrenmedaille der Stadt Bad Rappenau ausgezeichnet. Vitrinen mit Exponaten aus seinen reichen Grabungsfunden befinden sich u. a. im Wasserschloss Bad Rappenau sowie in Verwaltungsgebäuden in den Rappenauer Ortsteilen Fürfeld, Treschklingen und Babstadt.
In seinem Freundes- und Bekanntenkreis wurde Hartmann wegen seiner Initialen meist nur „H3“ genannt. Auch seine Traueranzeige nennt ihn mit diesem Spitznamen.

## Schriften (Auswahl)
- Die Reliefsigillata aus dem Vicus Wimpfen im Tal (Kreis Heilbronn). Hrsg.: Landesdenkmalamt Baden-Württemberg (= Forschungen und Berichte zur Vor- und Frühgeschichte in Baden-Württemberg. Band 11). Theiss, Stuttgart 1981, ISBN 3-8062-0761-5.
- mit Carol van Driel-Murray: Das Ostkastell von Welzheim, Rems-Murr-Kreis. Hrsg.: Landesdenkmalamt Baden-Württemberg (= Forschungen und Berichte zur Vor- und Frühgeschichte in Baden-Württemberg. Band 42). Theiss, Stuttgart 1998, ISBN 3-8062-1077-2.
- mit Marianne Klubitschko: Bad Rappenau: Abschied vom alten Dorf. Sutton, Erfurt 2007.
- Ein römisches Landgut um Kraichgau (= Kleine Reihe. Heft 7). Heimatverein Kraichgau, Sinsheim 2007, ISBN 978-3-921214-40-4.
- mit Marianne Klubitschko: Bad Rappenau: alte Bilder erzählen. Bildband. Sutton, Erfurt 2009, ISBN 978-3-86680-486-9.